# Burgstall Kalham
Der Burgstall Kalham befindet sich in dem Ortsteil Reitberg der Gemeinde Eugendorf im Land Salzburg. In seiner Nähe liegt das Bauerngut Hofkalham (Reitberg 14). Etwas unterhalb dieses Gehöfts führt östlich ein Weg auf der anderen Straßenseite durch ein Waldstück zu den Resten der ehemals beachtlichen Burganlage. Seit 2016 steht der Burgstall unter Denkmalschutz.

## Geschichte
Die Kalhamer waren ein wichtiges Salzburger Ministerialengeschlecht. Ihr Sitz war ursprünglich Burg Altenkalham, die sich westlich und etwas oberhalb des Weilers Hofkalham auf einem Abhang des Heuberges befand. Erste Berichte aus dem Jahr 1123 erwähnen das Brüderpaar Tagino und Wichpoto von Kalham. Letzterer hatte sechs Söhne (Pernger, Konrad, Heinrich, Hartwig, Otto und Ulrich), von denen einer namens Pernger im Erzbistum Salzburg eine angesehene Stellung erreichte. 1147 wird von einem Pilgrim von Kalham berichtet, der ritterlicher Eigenmann ist. Im 13. Jahrhundert erhielten die Kalhamer die Gerichte Eugendorf und Kalham vom Salzburger Erzbischof zum Leben. Konrad von Kalham wird 1219 bei einem Streitfall zwischen Erzbischof Eberhard II. und Herzog Leopold VI. von Österreich zum Schiedsrichter bestellt. Er war zeitweise auch mit dem Amt eines erzbischöflichen Truchsesses betraut.
Erzbischof Ulrich verlieh 1259 einem anderen Konrad von Kalham mehrere Lehen im Raum von Thalgau-Egg, die zuvor seinem Schwiegervater Konrad von Steinkirchen zugefallen waren. Er durfte mit diesem die Burg Wartenfels erbauen. Als Ministerialen verliehen die Kalhmer ihrerseits Lehen weiter und konnten sich eine ritterliche Gefolgschaft aufbauen. In ihrer Abhängigkeit standen weitere Ritter, so etwa die Knutzinger, die Pabenschwandter und wahrscheinlich auch die Mühlberger. Ein Ulrich von Kalham war einer der bedeutendsten Dienstmänner im Erzbistum Salzburg. Die Brüder Kuno, Konrad und Heinrich erbauten 1260 ohne Erlaubnis der damals schwachen Erzbischöfe Ulrich und Wladislaus die neue Burg Hofkalham. Dies hatte zur Folge, dass die Brüder Kuno und Konrad zu Raubrittern erklärt wurden. 1269 wurden beide gefangen genommen, aber der Salzburger Dompropst Friedrich von Walchen und weitere angesehene Ministerialen verbürgten sich für die beiden und der Zwist konnte beigelegt werden. Die Kalhamer bemühten sich weiter um Ansehen und Macht und erwarben – nach Ansicht des Erzbischofs widerrechtlich – die Burg Lichtenberg oberhalb von Saalfelden. Die folgenden Jahre waren durch Kämpfe und Überfälle der Kalhamer auf das Erzbistum gekennzeichnet. Erzbischof Friedrich II. von Walchen versuchte vergeblich, die Ordnung wiederherzustellen. Letztendlich belagerte er 1275 Burg Kalham, eroberte sie und machte sie dem Erdboden gleich. Kuno und Konrad verloren alle ihre Besitzungen und Würden, sie wurde exkommuniziert und auch über ihre Helfer wurde der Kirchenbann ausgesprochen; sie behielten aber ihr Leben. Der Bruder Heinrich geriet 1291 in Konflikt mit dem Erzbischof und wurde 1296 gefangen genommen. 1299 gab er seinen Besitz an dem öden Burgstall Kalham und den Anspruch auf das Gericht zu Kalham auf. 1333 verkaufte ein Konrad von Kalham dem Erzbischof Burgstall und Gericht. Damit hört das Geschlecht der Kalhamer in der Geschichtsschreibung im Salzburger Gebiet zu existieren auf; allerdings soll die Familie bis heute noch vorhanden sein.

Burgstall Kalham
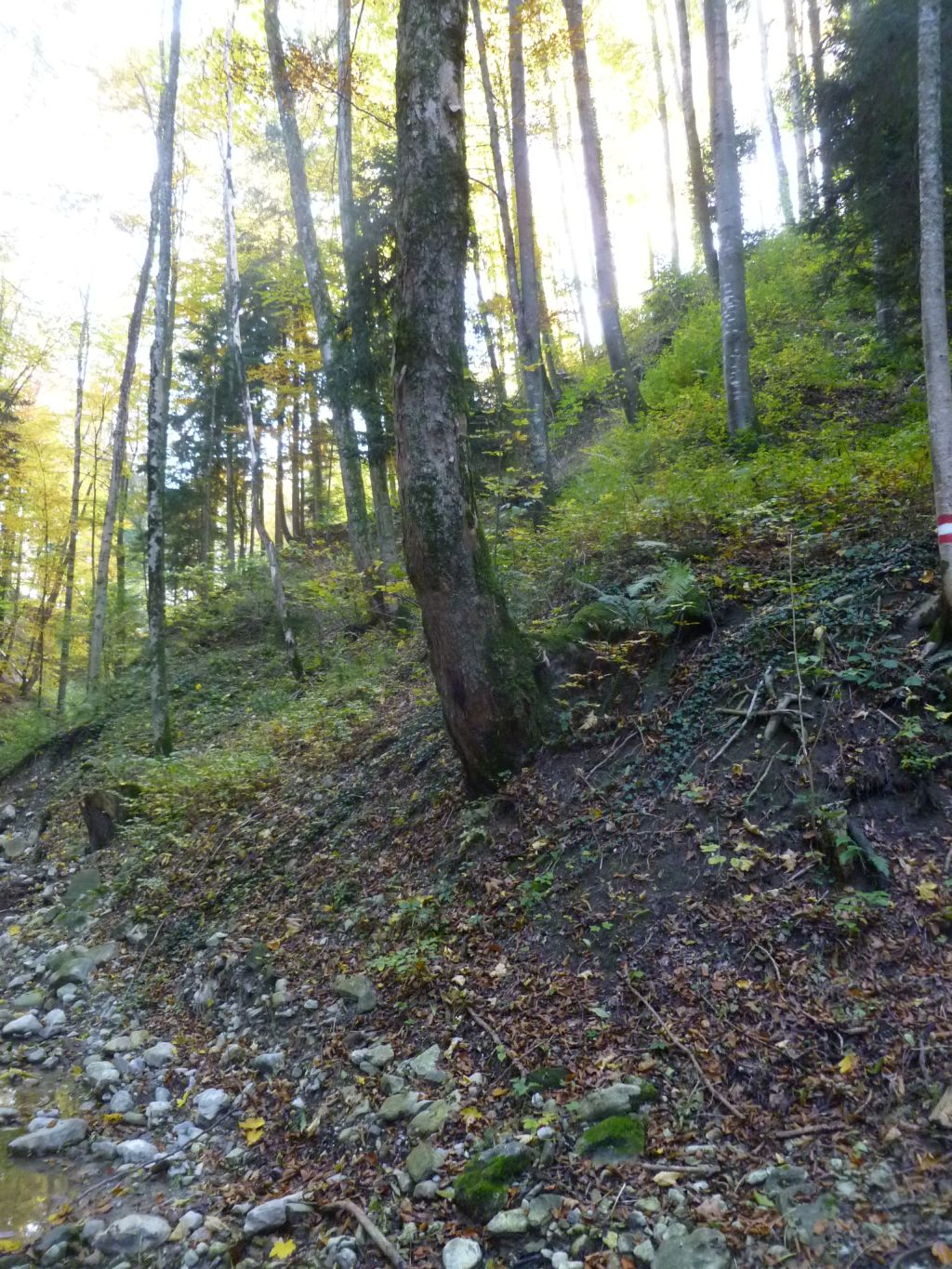
Burgstallgraben
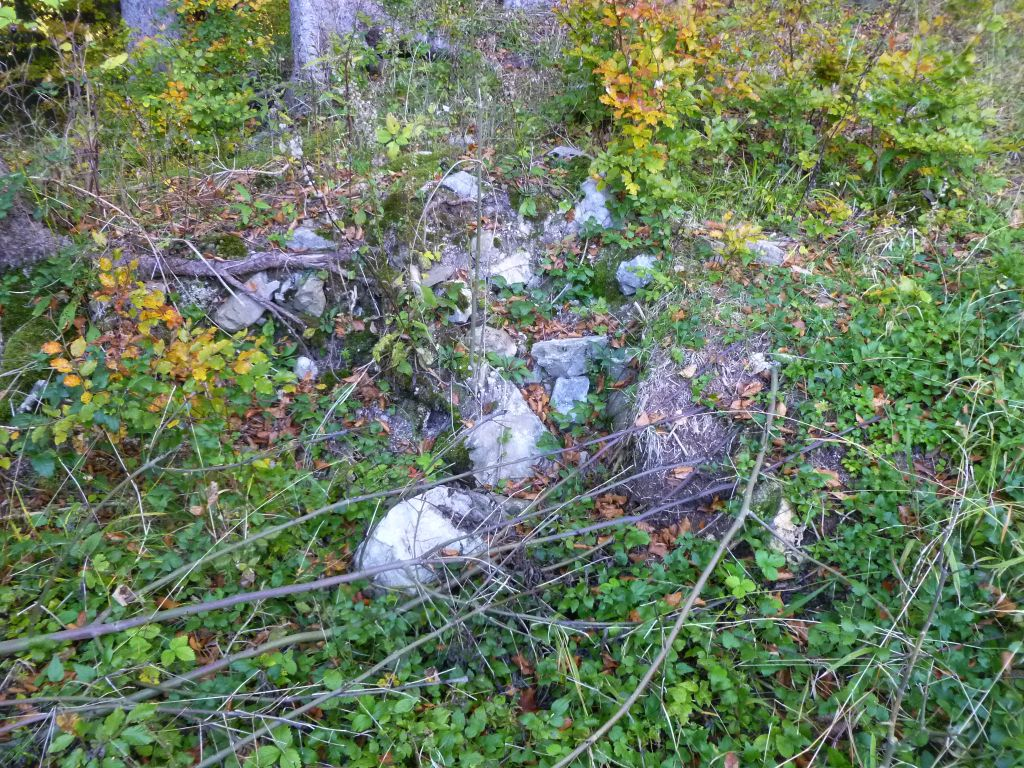
Mauerwerk
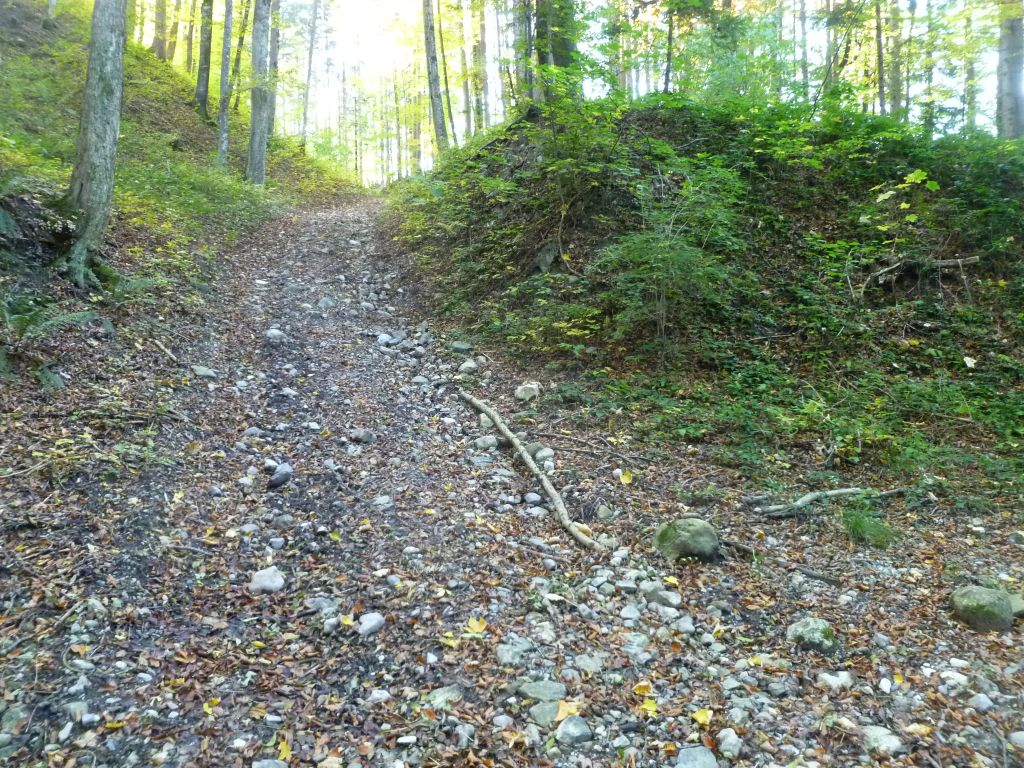
Nördlicher Wall
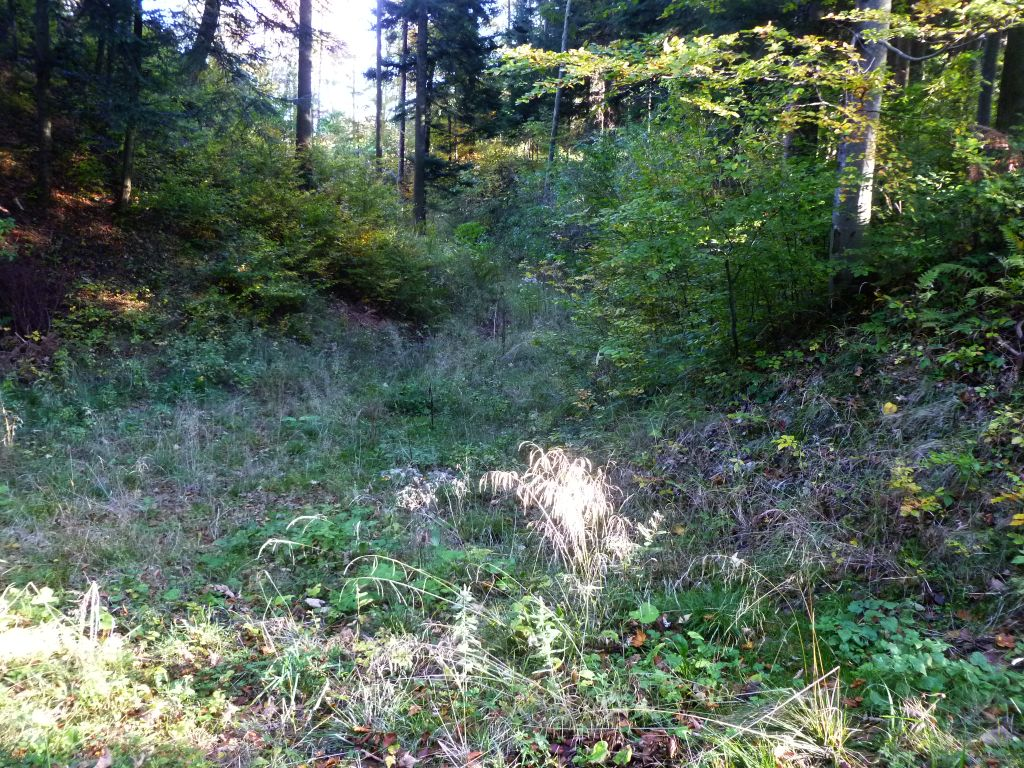
Westlicher Wehrgraben

## Burgstall Kalham heute
Der Burgstall Kalham liegt auf einer Geländekuppe mit etwa 30 × 45 Meter Durchmesser. Im Osten ist sie durch einen steil zum Burgstallbach im sogenannten Burgstallgraben abfallenden Abhang geschützt. Der Graben ist gut zu erkennen. Die Schlucht des Burgberges ist heute durch eine Hochwasserverbauung gesichert. Heute wie damals ist Wasser reichlich vorhanden, kürzlich wurde dort eine Trinkwasserquelle gefasst. Im Westen befindet sich ein breiter, im halbrund verlaufender Wehrgraben, der eine breite von bis zu 25 Meter und eine Tiefe von 11 Meter aufweist. Er durch einen im Zuge von rezenten Bauarbeiten geschaffenen Weg besonders hervorsticht. Nördlich ist der Kuppe noch ein flacher Wall vorgelagert. Insgesamt dürfte die Anlage Ausmaße von 110 × 180 Meter umfasst haben. An den Rändern der Kuppe kann der Verlauf der einstigen Ringmauer noch nachvollzogen werden. Mehrere Eintiefungen im Bereich des Burgstalles lassen auf frühere Gebäudestandorte und Raubgrabungen schließen.
Bei Ausgrabungen im Jahre 1973 wurden Reste der in Schalenbauweise errichteten Ringmauer mit einer Mauerstärke von 1,20 Meter gefunden. Beiderseits liegen Schuttberge, im Inneren Brandschutt mit einer Holzkohlenschicht; ein detaillierter Plan der ehemaligen Burganlage konnte aber nicht erstellt werden. Neben Tierknochen aus der Burgküche, vor allem von Schaf und Ziege, wurde bei den Grabungen fragmentierte Keramik, ein gotischer Schlüssel, zwei Armbrustbolzen, ein Ortband einer Schwertscheide sowie Fragmente von Glasgefäßen und Messern gefunden.
Die Anlage ist heute von Wald überwachsen und von Gebüsch überzogen. Sie liegt auf keinem strategisch besonders markanten Felskegel, sondern ist eher versteckt und neugierigen Blicken entzogen. Die Aussicht ins Land wird heute durch den Baumbewuchs verdeckt, früher reichte der Blick vermutlich weit ins Land hinaus.